# Red & Blue
Red & Blue was een bekende Belgische discotheek, gevestigd aan de Lange Schipperskapelstraat 11-13 in Antwerpen. De zaak, met een capaciteit van 1200 personen, werd geopend in 1993 door Patrick Nuyens, Luc Van Lerberghe, Frank Nuyens, John Collin, Peter Jürgens en Marc Gryspeerdt als discotheek/cocktailbar. In 1997 werd de zaak overgenomen door Ludo Smits die de discotheek omdoopte tot homodiscotheek, en trok ook veel bezoekers uit Nederland. Na de overname werden wel de naam, logo en zelfs het oorspronkelijke interieur behouden. Na een verbouwing begin 2017 werd Red & Blue omgedoopt tot Cargo Club om daarmee een breder publiek te trekken. De naam Red & Blue blijft nog wel in gebruik voor de holebi-feestavonden in de Cargo Club.

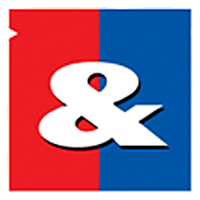
Logo van Red & Blue

## Opening
De oprichters van Red & Blue zijn Patrick Nuyens, Luc Van Lerberghe, Frank Nuyens, John Collin, Peter Jürgens en Marc Gryspeerdt die in 1993 de club openden als discotheek/cocktailbar. Het gebouw aan de Lange Schipperskapelstraat  was voordien een oude herstelwerkplaats voor scheepsmotoren uit 1880.  De rode en blauwe neonlichten van de omliggende hoerenbuurt inspireerden tot de naam Red & Blue.Red & Blue werd in 1997 overgenomen door Ludo Smits, die in 1993 was begonnen met een homocafé in het Hessenhuis. Om het publiek ook na sluitingstijd van dit café iets te kunnen bieden, doopte hij op 7 november 1997 Red & Blue om tot een homodiscotheek.  Later exploiteerde Smits ook homocafé Popi en was hij betrokken bij de oprichting van homobelangenorganisatie çavaria.
De omdoping van Red & Blue in 1997 vulde het gat dat was ontstaan na de sluiting van homodancing Marcus Antonius in de Van Schoonhovenstraat met Dj Pascal-Cyriel Suy destijds dé homostraat van de stad. Naast Red & Blue opende er in 2005 nog een tweede, kleinere homodiscotheek in Antwerpen: D-Club, gevestigd in het voormalige station Antwerpen-Dam. Nadat de D-Club eind 2013 gesloten werd, was Red & Blue de enig overgebleven voltijdse homodisco van België.

## Entertainment
Wat het entertainment betrof wilde eigenaar Smits steeds iets nieuws en creatiefs bieden, zodat bezoekers elke keer weer verrast werden en het gevoel kregen dat ze echt iets gemist hebben als ze er niet bij waren. Om die reden waren er bijvoorbeeld een keer een levende olifant en een enorme Chinese draak in de zaak.
In Red & Blue traden diverse bekende artiesten op, zoals Jani Kazaltzis, een nog onbekende Natalia, een beginnende Veerle Baetens en na een optreden in het Sportpaleis kwam ook de Amerikaanse popster Prince naar de zaak. Toen de Chippendales in België optraden waren ook zij uitgenodigd voor een optreden in Red & Blue, maar weigerden toen ze zagen dat het een homodiscotheek was. Daarnaast werden regelmatig terugkerende partyconcepten opgezet, zowel door Red & Blue zelf (zoals Studio 54, Propaganda en Woodpop) als door externe organisatoren.

### Studio 54
Sinds 2001 werd in Red & Blue elke eerste zondag van de maand het feest Studio 54 georganiseerd, als eerbetoon aan de legendarische nachtclub Studio 54 in New York. Deze feestavonden waren een dermate groot succes, dat eigenaar Ludo Smits een extra grote editie organiseerde in het Sportpaleis. Dit werd een jaarlijks terugkerend disco-evenement met optredens van vele (inter)nationaal bekende artiesten en de glamour en extravagantie in de sfeer van de originele Studio 54. In de loop der jaren traden onder meer Grace Jones, Gloria Gaynor, The Supremes en de Dolly Dots op. In 2011 trok de tiende editie zo'n 14.000 bezoekers naar het Sportpaleis en in oktober 2016 vond daar de 15e editie van Studio 54 plaats.

### NaviGAYtion

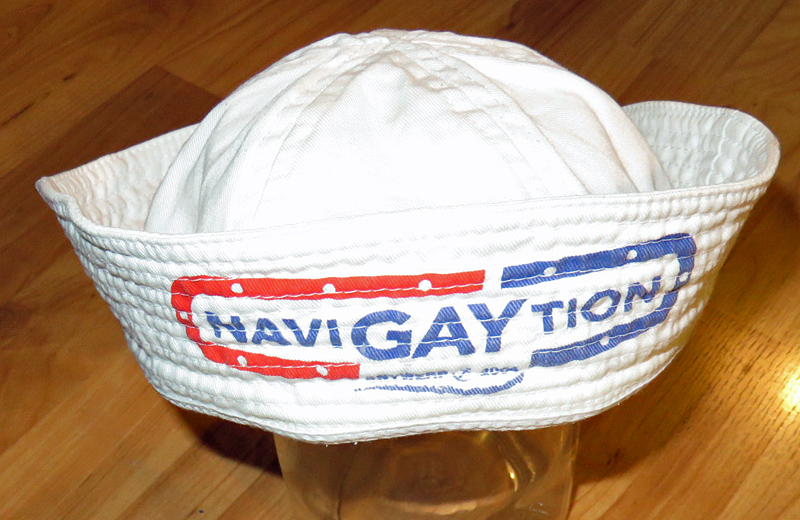
Petje van NaviGAYtion uit 2004

Van 2004 t/m 2009 organiseerde Ludo Smits vanuit Red & Blue ook NaviGAYtion, een holebifeest dat in het laatste weekend van juni plaatsvond aan boord van een tiental over de Schelde varende partyschepen van de rederijen Flandria en Baeck. Daarnaast waren er optredens op het Steenplein en na afloop feesten in Red & Blue en de Antwerpse homocafés. In 2010 kon het evenement bij gebrek aan sponsors niet doorgaan en ook pogingen om in 2015 en 2016 een doorstart te realiseren mislukten door logistieke en organisatorische problemen. NaviGAYtion had echter wel de aanzet gegeven voor de Antwerp Pride, die sinds 2008 jaarlijks in deze stad gehouden wordt.

## Homokarakter
Eigenaar Ludo Smits was door de bekende Amsterdamse horeca-exploitant Manfred Langer gewaarschuwd dat hij bij het runnen van een homodiscotheek moest oppassen voor vrouwelijk publiek: als homo's hun vriendinnen mee zouden nemen, dan zou dat steeds meer heteromannen aantrekken en zouden die de overhand krijgen. Om die reden besloot hij om op zaterdag alleen (homo- en biseksuele) mannen in Red & Blue toe te laten.
Door veranderingen in het uitgaansleven, waaronder grotere acceptatie van homoseksualiteit en concurrentie door festivals en party-concepten, werd begin 2016 besloten dat voortaan niet alle zaterdagavonden meer "men only" zijn. Dit veroorzaakte enige ophef, waarna vanuit Red & Blue verklaard werd dat er op zaterdag gay-concepten zullen blijven plaatsvinden, zij het dat op bepaalde avonden naast mannen ook vrouwen zullen worden toegelaten.

## Overname
In het najaar van 2016 droeg Ludo Smits zijn zaak over aan Nourdin Ben Sellam, die zich in 15 jaar van afruimer tot manager van Red & Blue had opgewerkt. Smits zei de voeling met de huidige uitgaanswereld te zijn kwijtgeraakt en betreurde dat er tegenwoordig minder speelsheid en extravagantie in het homo-uitgaan is.
Onder de nieuwe eigenaar volgde in januari 2017 een verbouwing waarbij interieur en technische installaties werden gemoderniseerd, mede om beter te kunnen fungeren als locatie waar externe partijen evenementen organiseren. Op 14 januari 2017 werd de zaak heropend, zij het onder de nieuwe naam Cargo Club om daarmee een breder publiek aan te trekken, aangezien een club voor alleen lhbt'ers niet meer rendabel bleek en met name op donderdag ook veel studenten trekt. De oude naam Red & Blue blijft echter nog wel in gebruik voor de holebi-feestavonden die ook voortaan in de Cargo Club zullen plaatsvinden.